# 平伐娃儿藤
平伐娃儿藤（学名：Tylophora dielsii）是夹竹桃科娃儿藤属的植物。分布在中国大陆的贵州等地，多生长于山地林中，目前尚未由人工引种栽培。